# Molnár Andrea (labdarúgó)
Molnár Andrea (Budapest, 1968. június 18. –) válogatott labdarúgó, hátvéd.

## Pályafutása

### Klubcsapatban
1984 és 1988 között a Ferencvárosi László Kórház labdarúgója volt. Háromszoros magyar bajnok a csapattal.

### A válogatottban
1987 és 1988 között 6 alkalommal szerepelt a válogatottban.

## Sikerei, díjai
- Magyar bajnokság
  - bajnok: 1984–85, 1985–86, 1986–87
  - 3.: 1987–88

## Statisztika

### Mérkőzései a válogatottban
| Magyarország | Magyarország        | Magyarország             | Magyarország | Magyarország | Magyarország | Magyarország | Magyarország | Magyarország |
| #            | Dátum               | Helyszín                 | Hazai        | Eredmény     | Vendég       | Kiírás       | Gólok        | Esemény      |
| ------------ | ------------------- | ------------------------ | ------------ | ------------ | ------------ | ------------ | ------------ | ------------ |
| 1.           | 1987. június 27.    | Ajka                     | Magyarország | 5 – 1        | Ausztria     | barátságos   | -            |              |
| 2.           | 1987. június 28.    | Fonyód                   | Magyarország | 6 – 0        | Ausztria     | barátságos   | -            |              |
| 3.           | 1987. augusztus 19. | Nyköping                 | Svédország   | 5 – 0        | Magyarország | barátságos   | -            |              |
| 4.           | 1988. április 30.   | San Benedetto del Tronto | Olaszország  | 5 – 1        | Magyarország | Eb-selejtező | -            | becserélve   |
| 5.           | 1988. május 28.     | Várna                    | Bulgária     | 1 – 2        | Magyarország | barátságos   | -            | lecserélve   |
| 6.           | 1988. június 11.    | Zürich                   | Svájc        | 3 – 0        | Magyarország | Eb-selejtező | -            |              |
|              | Összesen            |                          |              | 6            | mérkőzés     |              | 0            | gól          |